# Allobaccha grahami
Allobaccha grahami är en tvåvingeart som först beskrevs av Mario Bezzi 1915.  Allobaccha grahami ingår i släktet Allobaccha och familjen blomflugor. Inga underarter finns listade i Catalogue of Life.